# UFC Fight Night: Rozenstruik vs. Gaziev
UFC Fight Night: Rozenstruik vs. Gaziev (conosciuto anche come UFC Fight Night 238, UFC on ESPN+ 96 oppure UFC Vegas 87) è stato un evento di arti marziali miste tenuto dalla Ultimate Fighting Championship il 2 marzo 2024 all'UFC Apex di Las Vegas, negli Stati Uniti.

## Risultati
|                  | Divisione         |                        |                 |                         | Metodo                                        | Round           | Tempo           | Premio          |
| Card Principale  | Card Principale   | Card Principale        | Card Principale | Card Principale         | Card Principale                               | Card Principale | Card Principale | Card Principale |
| ---------------- | ----------------- | ---------------------- | --------------- | ----------------------- | --------------------------------------------- | --------------- | --------------- | --------------- |
|                  | Pesi massimi      | Jairzinho Rozenstruik  | batte           | Shamil Gaziev           | KO tecnico (ritiro)                           | 4               | 5:00            |                 |
|                  | Pesi mediomassimi | Vitor Petrino          | batte           | Tyson Pedro             | Decisione unanime (30–27, 30–27, 29–28)       | 3               | 5:00            |                 |
|                  | Pesi mosca        | Muhammad Mokaev        | batte           | Alex Perez              | Decisione unanime (29–28, 29–28, 29–28)       | 3               | 5:00            |                 |
|                  | Pesi gallo        | Umar Nurmagomedov      | batte           | Bekzat Almakhan         | Decisione unanime (30–25, 30–26, 30–26)       | 3               | 5:00            |                 |
|                  | Pesi mosca        | Steve Erceg            | batte           | Matt Schnell            | KO (pugno)                                    | 2               | 0:26            | POTN            |
| Card Preliminare |                   |                        |                 |                         |                                               |                 |                 |                 |
|                  | Pesi medi         | Eryk Anders            | batte           | Jamie Pickett           | Decisione unanime (29–27, 29–28, 29–28)       | 3               | 5:00            |                 |
|                  | Pesi gallo        | Vinicius Oliveira      | batte           | Bernardo Sopaj          | KO (ginocchiata saltata)                      | 3               | 4:41            | FOTN, POTN      |
|                  | Pesi gallo        | Aiemann Zahabi         | batte           | Javid Basharat          | Decisione unanime (29–28, 29–28, 29–28)       | 3               | 5:00            |                 |
|                  | Pesi medi         | Christian Leroy Duncan | batte           | Cláudio Ribeiro         | KO tecnico (gomitate e pugni)                 | 2               | 1:57            |                 |
|                  | Pesi leggeri      | Ľudovít Klein          | batte           | AJ Cunningham           | KO tecnico (calcio frontale al corpo e pugni) | 1               | 4:36            |                 |
|                  | Pesi leggeri      | Loik Radzhabov         | batte           | Abdul-Kareem Al-Selwady | KO (pugni)                                    | 3               | 0:49            |                 |

## Premi
I lottatori premiati ricevettero un bonus di 50.000 dollari.
Legenda:
- FOTN: Fight of the Night (vengono premiati entrambi gli atleti per il miglior incontro dell'evento)
- POTN: Performance of the Night (viene premiato il vincitore per la migliore performance dell'evento)